# Les hommes veulent vivre
Pour plus de détails, voir Fiche technique et Distribution.
Les hommes veulent vivre ou Le Crime du docteur Chardin est un film franco-italien réalisé par Léonide Moguy, sorti en 1961.

## Synopsis
Le professeur Chardin vient de tuer un homme. Avant d'appeler la police pour se rendre, il brûle dans la cheminée des feuilles et un patit carnet. Des agents secrets présents dans la rue avec un matériel d'écoute s'enfuient à l'arrivée de la police. Le professeur refuse d'être défendu par un avocat et de s'expliquer, mais son ami le professeur Carter et son épouse viennent le soutenir et il accepte d'expliquer son crime lié à l'invention de la bombe H, dont le secret lui a été volé par son collaborateur Rossi au moment même où il avait renoncé à ses recherches, convaincu par le plaidoyer pacifiste d'Albert Einstein et d'autres circonstances personnelles.

## Fiche technique
- Titre : Les hommes veulent vivre
- Réalisation : Léonide Moguy
- Scénario : Léonide Moguy et Henri Touès
- Photographie : André Villard
- Musique : Joseph Kosma
- Son : Jacques Gallois
- Décors : Rino Mondellini
- Montage : Jacques Witta
- Production : Léonide Moguy
- Sociétés de production : Société nouvelle de cinématographie (SNC), Paris ; Romana Film, Rome
- Pays de production :  France,  Italie
- Genre : Film dramatique
- Format : Noir et blanc - 35 mm - 2,35:1 - Mono
- Durée : 110 minutes (1 h 50)
- Date de sortie :
  - France : 6 novembre 1961
- Affiche : Macario Gómez Quibus (Espagne)

## Distribution
- Yves Massard : Yves Chardin
- Jacqueline Huet : Mme Chardin
- John Justin : Carter
- Claudio Gora : Rossi
- Lucien Hubert
- Valéry Inkijinoff
- Robert Le Béal
- Alix Mahieux
- Henry Torrès
- Bachir Touré